# تپه پا برج
تپه پا برج در شهرستان ملایر، بخش سامن، دهستان حرم رود سفلی، روستای اسکنان واقع شده و این اثر در تاریخ ۲۵ آبان ۱۳۸۷ با شمارهٔ ثبت ۲۳۷۱۰ به‌عنوان یکی از آثار ملی ایران به ثبت رسیده است.